# Stazione di Sallins e Naas
La stazione di Sallins e Naas è una stazione ferroviaria che fornisce servizio a Sallins e Naas, nella contea di Kildare, Irlanda. Fu aperta il 4 agosto 1846 e chiusa nel 1963, salvo essere riaperta nel 1994. Attualmente le linee che vi passano sono il South Western Commuter della Dublin Suburban Rail e la ferrovia Dublino–Cork che collega Dublino con Cork. Tramite quest'ultima linea si può accedere agevolmente ad altre che vanno a Galway, Ballina, Waterford e Westport. È usata dai treni che trasportano legname tra la contea di Mayo e quella di Waterford.

## Servizi ferroviari
- Intercity Dublino–Cork
- South Western Commuter

## Servizi
- Servizi igienici
- Capolinea autolinee
- Biglietteria a sportello
- Biglietteria self-service
- Distribuzione automatica cibi e bevande